# Јелисавета Багрјана
Јелисавета Багрјана, позната међу пријатељима као Лиса Багрјана је бугарска песникиња, ауторка дечијих књига и преводилац.

## Биографија
Јелисавета Багрјана рођен је 29. априла 1893. године у чиновничкој породици у Софији. Једну годину живи са својом породицом у Трнову, где пише своје прве песме (1907—1908). Завршила је средњу школу у Софији 1910. године, а годину дана је била наставница у селу Афтане (данас Недјалско), где је добила непосредне утиске из живота бугарског села. У периоду 1911−1915. Јелисавета Багрјана студирала је словеначку филологију на Софијском универзитету.
Године 1919. удаје се за капетана Ивана Шапкаревим и рађа сина Љубомира Шапкарева. Године 1925. упознала је Бојана Пенева. Он се бави питањима поезије и води семинар о овом питању. Багрјана под његовим утицајем почиње да пише са слободним стихом и ритмом. Багрјана напушта свој дом, живи у приватним просторима, а 1926. године разводи се. Багрјана је умрла 23. марта 1991. у Софији, месец пре него што је имала 98 година.

## Стваралаштво
Дуги стваралачки пут Јелисавете Багрјане пролази кроз различите идеолошке и уметничке задатке и описује неке од својих трансформација. Ово је очигледно у њеним песмама "Звезда морнара" и "Људско срце" песника из 1930-их година, где је некад ведра лирска опијеност, која је изражена у карактеристичној широкој и глаткој мелодији стиха, замењена гласинама и тугом интелектуалности, која почиње да сломи класичне песме. Стил Јелисавета Багрјане је комбинација популарног народног вокалног речника и модерних песничких средстава - комбинација традиције и модерности. Објављује под псеудонимом Елизабетх Б., Елисавета Бленова, Никиа Долце, Микаела и Багриана. Текстови Елисавете Багриана преведени су на 30 језика.
Галерија песама:
- Вечни и Свети, 1927.
- Права година, 1931.
- Звезда морнара, 1931.
- Људско срце, 1936.
- Пет звезда, 1953.
- Од плаже до обале, 1963.
- Фалсификати, 1972.
- Светле сенке, 1977.
- На обали времена, 1983.

## Почасти
Добитница је Златне медаље Међународне асоцијације песника у Риму (1969). Добитница је титула "Херој Народне Републике Бугарске" 1983. Године 1943., 1944. и 1945. номинована је од стране Стефана Младена за Нобелову награду за књижевност.